# Северин Шредер
Северин Шредер (нім. Severin Schroeder; 24 грудня 1880, Дрезден — 15 грудня 1953, Дрезден) — німецький офіцер, генерал-майор люфтваффе.

## Біографія
5 березня 1898 року вступив в Саксонську армію. Учасник Першої світової війни, служив в піхоті. Після демобілізації армії залишений в рейхсвері. 31 березня 1931 року звільнений у відставку, проте наступного дня призначений офіцером зв'язку при командуванні військового району Лейпцига. 1 жовтня 1931 року очолив район. 1 жовтня 1933 року повернувся в армію і був призначений офіцером з соціального забезпечення військового району Лейпцига, потім — комендантом Лейпцига. З 1 жовтня 1935 року —  офіцер з соціального забезпечення інспекції поповнення в Лейпцигу. 1 червня 1936 року переведений в люфтваффе і призначений консультантом з соціального забезпечення при командуванні 3-ї повітряної області.
З 1 червня 1938 року — керівник управління соціального забезпечення і постачання вермахту в Дрездені. 5 лютого 1940 року відряджений в аналогічне управління в Данцигу і 20 лютого очолив його. 28 лютого 1943 року звільнений у відставку. Наступного дня переданий в розпорядження командування 3-ї повітряної області, проте більше не отримав призначень. 31 травня 1943 року остаточно звільнений у відставку. 8 травня 1945 року взятий в полон радянськими військами. В 1949 році звільнений.

## Звання
- Фанен-юнкер (5 березня 1898)
- Фенріх (18 жовтня 1898)
- Лейтенант (21 серпня 1899)
- Оберлейтенант (21 травня 1907)
- Гауптман (1 жовтня 1912)
- Майор запасу (1 липня 1921)
- Майор (1 вересня 1921)
- Оберстлейтенант (1 лютого 1928)
- Оберст (1 лютого 1931)
- Генерал-майор (1 квітня 1941)

## Нагороди
- Залізний хрест 2-го і 1-го класу
- Орден Альберта (Саксонія), лицарський хрест 1-го класу з короною і мечами
- Орден Заслуг (Саксонія), лицарський хрест 1-го класу з мечами
- Військовий орден Святого Генріха, лицарський хрест (19 жовтня 1916)
- Хрест «За військові заслуги» (Брауншвейг) 2-го класу
- Орден Церінгенського лева, лицарський хрест 2-го класу з мечами і дубовим листям
- Хрест «За військові заслуги» (Австро-Угорщина) 3-го класу з військовою відзнакою
- Нагрудний знак «За поранення» в чорному
- Медаль «За вислугу років» (Саксонія)
- Почесний хрест ветерана війни з мечами
- Медаль «За вислугу років у Вермахті» 4-го, 3-го, 2-го, 1-го і особливого класу (40 років)